# Premiatissima
Premiatissima è stato il primo varietà televisivo di successo della neonata Canale 5, nato come alternativa al Fantastico della Rai.
Lo show riprendeva la formula della competizione musicale della celebre Canzonissima, che era terminata nel 1975. Il programma era sponsorizzato dal detersivo Dixan che per anni legò il proprio nome a quello della trasmissione.
La prima edizione ottenne un ottimo riscontro, per questo venne riproposta fino al 1986, per un totale di cinque edizioni.

## Premiatissima '82
Premiatissima '82 consisteva in una competizione tra cantanti divisi in 6 squadre, articolata in tredici puntate, di cui la prima andò in onda il 29 ottobre 1982.
Sull’onda del successo del format di Canzonissima, fu presentata da Claudio Cecchetto e Amanda Lear ed ebbe subito notevole successo, sia grazie alla popolarità di Cecchetto (reduce dalla conduzione di tre Festival di Sanremo e di Fantastico 2), sia alla verve della Lear (qui alla prima prova come presentatrice). 
Miss Fortuna di questa prima edizione fu Fabrizia Carminati, all'epoca signorina buonasera di Canale 5.
Lo show veniva trasmesso dallo studio 7 di Cologno Monzese, per l'occasione arredato con una suggestiva scenografia di specchi, che ne ricoprivano interamente pavimento e pareti, in modo da farlo sembrare più grande. Il palcoscenico, leggermente sopraelevato, era sovrastato dal cosiddetto Quadro della Moda, una scenografia rettangolare con luci colorate al neon. La regia in questo ambiente era di Davide Rampello, mentre tutte le esibizioni musicali venivano realizzate su chroma key ed elaborate al computer sotto la direzione di Valeriu Lazarov. L'ambiente virtuale nel quale venivano registrate le esibizioni veniva invece chiamato Magic Studio.
La sigla iniziale del programma era Take a chance di Bizzy & Co., mentre quella finale era Incredibilmente donna, cantata da Amanda Lear.
Ciascuna squadra comprendeva sei concorrenti, a cui se ne aggiungevano altri tre che fungevano da jolly. Le squadre erano così articolate.
- Squadra Fortissima capitanata dai Ricchi e Poveri con: Gazebo, Al Bano e Romina Power, Rondò Veneziano, Paolo Barabani, Pink Project, The Flirts, Nighthawak, Stephen Schlaks, Dario Farina, Kazoo Band (fu pubblicata anche la raccolta della squadra Fortissima dalla Baby Records nello stesso anno).
- Squadra Fortuna capitanata da Rettore con: Accademia, Bertín Osborne, Diana Est, Eduardo De Crescenzo, Serafini, Gianna Nannini, Kim & The Cadillacs, Veronica Fragola, Secret Service, Musical Youth, Raoul Casadei & Hansi Müller, Alan Sorrenti, Antonello Venditti e Steve Winwood.
- Squadra Forza Sette capitanata da Anna Oxa con: Marcella, Eros Ramazzotti, Mia Martini, Bernardo Lanzetti, Giangilberto Monti, Puppets, Alberto Camerini, gli Spliff, F.R. David, Le Orme e il Banco.
- Squadra Parole e Musica capitanata da Gino Paoli con: i Decibel, Goran Kuzminac, Marco Ferradini, Mario Castelnuovo, Mimmo Locasciulli, Rosanna Ruffini, Renzo Zenobi, Leo Sayer, Paolo Conte e Riccardo Cocciante.
- Squadra Sette Stelle capitanata da Christian con: Fabio Concato, Delia Gualtiero, Franco Simone, Enzo Avallone, Trio, David Christie, Tracks, Bravo Disconnection, Andrea Tich, Elegance, Steve Miller Band, Demis Roussos, Richard Sanderson e i Roxy Music.
- Squadra Simpatia capitanata da Del Newman con: Alunni del Sole, Lando Fiorini, Oldies, Ombretta Colli, Tirelli, Johnny Sax, Gianni Morandi e Richard Clayderman.

Le squadre venivano votate da una giuria interna che cambiava di puntata in puntata.
Il programma, in questa prima edizione trasmesso al venerdì, si scontrò con il varietà di Rai 2, Portobello condotto da Enzo Tortora, e con la rubrica di Rai 1 TG1 Tam Tam, che totalizzava 15 000 000 di telespettatori a puntata. Premiatissima parte in sordina con 2 000 000 di ascoltatori, arriva ad una media di 5 000 000 (con punte di 7 000 000) nelle prime dodici puntate. La tredicesima e ultima puntata, trasmessa il 31 dicembre 1982, chiuse con 9 000 000 di telespettatori, da tutti considerato un grande successo per un network televisivo alle prime armi quale era allora Canale 5: in tale occasione venne decretata anche la vittoria finale, che andò alla squadra Fortissima.
La 5ª puntata andò in onda in versione molto ridotta a causa di un incendio che ha coinvolto lo studio in cui veniva registrata la trasmissione.. Cecchetto definì quella puntata come “4 bis” e s'è trattato di un montaggio di alcune esibizioni tratte della puntate precedenti; è stata realizzata presso il Magic Studio dal solo Cecchetto che ha spiegato che lo studio principale non era a agibile per via dell'incendio provocato da un cortocircuito ad una macchina per il fumo.
La 9ª puntata, per festeggiare il Natale, andò in onda sabato sera (appunto giorno di Natale) anziché venerdì.
Per festeggiare il Capodanno 1983 venne confezionata una puntata speciale, dalla durata superiore alle due ore, al termine del quale venne proclamata la squadra vincente e vennero estratti i numeri dei biglietti vincenti di una sorta di lotteria indetta dalla trasmissione.
Per le riprese delle ultime due puntate vennero usate due steadycam a cavo, comandate da operatori in tuta rossa, chiaramente visibili in alcune inquadrature.

## Premiatissima '83
Premiatissima '83 fu la seconda edizione del varietà, che, visto il successo ottenuto l'anno prima, venne promosso al sabato sera con un nuovo cast e una versione ancora più ricca, e con l'ambizioso intento di fare da concorrenza a Fantastico, lo show del primo canale Rai abbinato alla Lotteria Italia.
Alla conduzione c'era Johnny Dorelli, che subentrò in extremis a Cecchetto, sempre affiancato da Amanda Lear, Nadia Cassini, Gigi Sabani nelle vesti d'imitatore (reduce dal successo di Fantastico 2 e Fantastico 3) e dei comici Gigi Sammarchi e Andrea Roncato.
Miss Fortuna di questa seconda edizione fu nuovamente Fabrizia Carminati.
La regia e le coreografie erano affidate a Gino Landi, l'orchestra diretta da Augusto Martelli, gli autori Sergio Paolini e Cristiano Minellono, la scenografia era di Tullio Zitkowsky ed i costumi di Jeanne Grosmont.
Da questa edizione lo studio venne allestito diversamente per sembrare più capiente, con un forte aumento di posti a sedere per il pubblico, disposto a gradoni e più vicino al palcoscenico. La parte superiore della scenografia era rivestita da specchi inclinati per creare un gioco di riflessi, mentre ai lati erano poste luci rosse tubolari al neon. Sopra il palco campeggiava, incastonata nella scenografia, la doppia scritta Premiatissima, ottenuta anch'essa con neon rossi. Durante molte esibizioni veniva inoltre attivato il Quadro della Moda, il pannello contenente ulteriori luci colorate al neon all'interno di schemi geometrici.
La sigla iniziale A me mi torna in mente una canzone è interpretata da Gigi Sabani, quella finale No Regrets è cantata da Amanda Lear.
Nel corso delle puntate, Amanda Lear fece inoltre promozione al suo nuovo album Tam-Tam (1983), presentando in ogni puntata una diversa canzone del disco.
I cantanti partecipanti, divisi nelle squadre Alta Fedeltà, Anni Sessanta, Jukebox, Superclassifica e Turbo, furono: Anna Oxa, Ivan Cattaneo, Lucio Dalla, Milva, Sergio Caputo, Gazebo, Ivan Graziani, Bobby Solo, Tiziana Rivale, Valerio Liboni, Christian, Lu Colombo, Francesco La Notte, Marco Ferradini, i Ricchi e Poveri, Rossana Casale, Rondò Veneziano, Fanigliulo, Paco D'Alcatraz, Pino D'Angiò, Ron, Angelo Branduardi, Iva Zanicchi e Ivan Thillet. Ogni squadra aveva inoltre un superospite internazionale: Charles Aznavour, Christopher Cross, Mike Oldfield, Gilbert Montagné, Randy Crawford, i Genesis, Kim Carnes, Irene Cara, Tina Turner e il sassofonista Gerry Mulligan.
In questa edizione la giuria interna viene sostituita dal pubblico che votava le squadre con le accessioni delle luci a destra della poltrona.
L'ultima puntata di questa stagione andò in onda il 31 dicembre 1983 e vide la partecipazione in qualità di superospiti di Peppino Di Capri e Riccardo Cocciante.
Questa edizione di Premiatissima ottenne molto più successo della precedente, riuscendo, sorprendentemente, a sorpassare negli ascolti il programma-rivale di Rai 1 Fantastico 4 condotto da Gigi Proietti con Heather Parisi, Teresa De Sio, Valeria Cavalli e Jinny Steffan.

## Premiatissima '84
Premiatissima '84 fu condotta da Johnny Dorelli con Ornella Muti, Miguel Bosé, Gigi e Andrea, Gigi Sabani e Augusto Martelli.
I testi erano firmati da Cristiano Minellono, Fosco Gasperi, Giorgio Faletti, Boris Makaresko e Gustavo Palazio, le scenografie realizzate da Tullio Zitkowsky e i costumi da Enrico Rufini; le coreografie e la regia erano di Gino Landi.
La prima puntata andò in onda sabato 6 ottobre 1984, l'ultima il 29 gennaio 1985 per un totale di 18 puntate (compresa l'anteprima).
La sigla iniziale di Miguel Bosé si intitolava Miraggi. La sigla di coda era la canzone vincitrice della puntata, bissata dalla sua interprete. In ogni puntata Miguel Bosé cantava una canzone tratta dal suo album Bandido. In molte puntate, é totalmente assente dallo studio, persino durante i saluti finali. Vanno quindi semplicemente replicati video di canzoni già trasmesse in puntate anteriori.
I protagonisti indossavano abiti ideati da Nicola Trussardi.
In questa edizione gareggiarono otto cantanti femminili, interpretando ciascuna sei brani di altri artisti. Si esibivano soltanto quattro cantanti per puntata, durante le prime dodici settimane. Dopo una puntata anomala, per le semifinali, le otto tornarono presenti insieme, ripoponendo tre delle loro sei cover (le due più votate dal pubblico e una scelta dalla cantante stessa). Non potendo scegliere il brano da portare in finale, le reazioni furono svariate. Orietta Berti disse di essere contenta perché la canzone votata era la sua preferita, mentre Dori Ghezzi si dichiarò sorpresa, Iva Zanicchi ne fu contrariata, e Patty Pravo esclamò che il brano a lei assegnato era l'ultimo che avrebbe voluto avere.
- Marcella cantò: Acqua azzurra, acqua chiara, Dieci ragazzi, Fiori rosa fiori di pesco, Pensieri e parole, Emozioni e Il tempo di morire, tutti brani di Lucio Battisti;
- Orietta Berti interpretò: Pensami di Julio Iglesias, La notte è fatta per amare di Neil Sedaka, Come prima di Tony Dallara, Io che amo solo te di Sergio Endrigo, Se stasera sono qui di Luigi Tenco e Nessuno al mondo di Caterina Valente;
- Celeste propose: Nel blu, dipinto di blu di Domenico Modugno, Il mondo di Jimmy Fontana, Che sarà di José Feliciano,  'O sole mio, Tango della gelosia di Connie Francis e Grande, grande, grande di Mina;
- Gabriella Ferri presentò: Lacreme napulitane di Libero Bovio, Malafemmena di Totò, La pansé di Renato Carosone, Vecchio frac di Domenico Modugno, La sera dei miracoli di Lucio Dalla e Luna rossa di Giorgio Consolini;
- Dori Ghezzi interpretò: Brigitte Bardot di Manuel Gustavo, Scende la pioggia di Gianni Morandi, Fili (Feelings) di Morris Albert, La canzone di Marinella di Fabrizio De André, Io che non vivo (senza te) di Pino Donaggio e la celebre Verde luna;
- Fiorella Mannoia cantò: L'anno che verrà di Lucio Dalla, Amore bello di Claudio Baglioni, Il pescatore di Fabrizio De André, Margherita di Riccardo Cocciante, Alice di Francesco De Gregori e Ritornerai di Bruno Lauzi.
- Patty Pravo propose: Il terzo uomo di Anton Karas, Mille lire al mese, Come le rose, La danza di Zorba di Mikīs Theodōrakīs, Che m'è 'mparato a fa'  di Armando Trovajoli e Il negro Zumbon;
- Iva Zanicchi presentò: Ti amo di Umberto Tozzi, Bang Bang di Cher, La notte di Adamo, Sola più che mai (Strangers In The Night) di Frank Sinatra, A chi di Fausto Leali, Va' pensiero di Giuseppe Verdi

Classifica finale:
1. Fiorella Mannoia: Margherita, 321.340
2. Marcella: Pensieri e parole, 239.910
3. Celeste: Grande grande grande, 155.562
4. Dori Ghezzi: Fili, 136.539
5. Orietta Berti: Io che amo solo te, 135.645
6. Gabriella Ferri: Vecchio frac, 120.551
7. Iva Zanicchi: Bang bang, 126.142
8. Patty Pravo: La danza di Zorba, 50.754

Delle quarantotto canzoni proposte vinse dunque Margherita. La canzone che ottenne meno punteggio (unica al di sotto dei 100.000 voti) fu Il negro zumbon, cantata da Patty Pravo.
Nonostante gli investimenti e lo sfarzo superiori alle due edizioni precedenti, il programma non riuscì a bissare il successo sperato, tanto che l'anno successivo venne riproposto nella prima serata del venerdì; in questa stagione infatti il confronto diretto con lo show del sabato sera della concorrenza, Fantastico 5 condotto da Pippo Baudo con Eleonora Brigliadori, Heather Parisi, José Luis Moreno e il corvo Rockfeller e Loredana Bertè, si conclude con la netta vittoria del varietà della Rai (14 milioni di telespettatori in media per Fantastico 5 e solo 4,5 milioni per Premiatissima).

## Premiatissima '85
Premiatissima '85 ritornò nell'autunno di Canale 5 dal 4 ottobre, per un totale di quindici puntate.
Il cast di quell'anno vide confermato alla conduzione Johnny Dorelli, affiancato dalla debuttante Sabrina Salerno nel ruolo di Miss Fortuna. Il cast era composto anche da Alfredo Papa, il trio comico La Tresca (composto da Silvio Vannucci, Liliana Eritrei e Giampaolo Fabrizio) e vide la partecipazione straordinaria di Nino Manfredi.
Gli autori erano Clericetti, Domina, Roderi e Starace, la scenografia era di Dino Pozzi, i costumi di Enrico Rufini, coreografie e regia erano a cura di Gino Landi, l'orchestra venne diretta da Augusto Martelli.
La sigla iniziale La cosa si fa e quella di coda Quante volte furono entrambe scritte da Umberto Bindi e cantate da Johnny Dorelli.
Tra gli ospiti d'onore Diego Armando Maradona e Umberto Bindi.
In gara in questa edizione furono quattro gruppi musicali:
- I Ricchi e Poveri che proposero classici della canzone e dei cantautori italiani come: Buonanotte fiorellino, L'anno che verrà, Scende la pioggia, Samarcanda, La luce dell'est, Azzurro, e Casa mia, e alcuni brani del proprio repertorio come Dimmi quando, Come vorrei, Cosa sei .
- I Ro.Bo.T. (ossia Rosanna Fratello, Bobby Solo e Little Tony) che presentarono brani legati al Festival di Sanremo quali: Gli occhi miei, Che sarà, L'italiano, Nel blu dipinto di blu, Quando quando quando, Io che non vivo, Quando m'innamoro, Un'avventura e Sarà perché ti amo;
- I Passengers che portarono brani di celebri colonne sonore come: Aquarius, Over the rainbow, Un uomo e una donna, Sotto la pelle, Que sera sera, Goldfinger, As time goes by (Casablanca), A woman in love, Come together e Staying alive;
- Il Gruppo Italiano che presentava brani che avevano avuto successo durante le estati quali: Cuando calienta el sol, Sono bugiarda, Con te sulla spiaggia, Ti dirò, Che colpa abbiamo noi, Datemi un martello, A chi, L'estate sta finendo e Tropicana.

Vincitori dell'edizione risultarono i Ricchi e Poveri con L'anno che verrà, seguiti dai Ro.Bo.T. con Che sarà, i Passengers con Casablanca e il Gruppo Italiano con Cuando calienta el sol.
In questa stagione, Premiatissima tornò ad andare in onda nella prima serata del venerdì, così come la prima edizione: nella sua vecchia collocazione, il varietà ritrovò il successo (una media di 10 milioni di telespettatori) e viene riconfermato anche per l'anno successivo; questa fu anche l'ultima edizione ad andare in onda dallo Studio 7 di Cologno Monzese.

## Premiatissima '86
Premiatissima '86 tornò in onda dall'11 ottobre 1986 con quindici nuovi appuntamenti e la conduzione Johnny Dorelli, che in ogni puntata fu affiancato da una copresentatrice diversa: Zeudi Araya, Serena Grandi, Sylvie Vartan, Ursula Andress, Barbara Bouchet, Verónica Castro, Julia Migenes Johnson e l'allora eurodeputata Emma Bonino.
Le due "ragazze d'oro" erano Paola Perego (all'epoca debuttante e misconosciuta fotomodella) e Alessandra Cavagnero (già affermata indossatrice e modella).
Fra gli ospiti Enrico Montesano, Paul Young, Daryl Hall, Lello Arena, Henri Salvador, Amii Stewart, Nino Manfredi, Loredana Bertè, Amanda Lear, Bo Derek e Roberto Benigni, in una delle sue rare apparizioni sulle TV berlusconiane.
I testi erano di Antonio Amurri, Dino Verde, Marcello Ciorciolini, Stefano Jurgens e Sandro Leoni; la scenografia di Tullio Zitkowsky ed Enrico Pozzi; i costumi di Enrico Rufini, le coreografie di Enzo Paolo Turchi, l'orchestra venne diretta da Augusto Martelli e la regia fu affidata a Davide Rampello.
Premiatissima lasciò lo Studio 7 di Cologno Monzese per trasferirsi allo Studio 1 del Centro Palatino di Roma (all'epoca appena restaurato e, con i suoi 1.800 metri quadrati, definito il più grande studio televisivo d'Europa).
Ventiquattro furono i cantanti in gara, suddivisi in sei gironi:
- Girone A: i Novecento con Dreamland paradise, Garbo con Per te, Nicola Di Bari con Io e te soli, Maria Nazionale con Ragazzo solo.
- Girone B: Orietta Berti con Senza te, Pupo e Fiordaliso con La vita è molto di più, Cinzia Corrado con Money, Miki con Lei.
- Girone C: Rossana Casale con Nuova vita, Gigliola Cinquetti con Una donna distante, Schirone con Onde, Manrico Mologni con Artisti e contadini.
- Girone D: Rosanna Fratello con Amore scusami, Enrico Ruggeri con Il portiere di notte, Viola Valentino con Il posto della luna, Claudio Patti con Bianco e nero.
- Girone E: Bobby Solo con Rose rosse, Linda Di Franco con Money, Paola Turci con Lettera d'amore d'inverno, Zooming on the Zoo con When You Turn Off the Light.
- Girone F: Rita Pavone con La valigia, Stefano Sani con Quando una donna se ne va, Ivan Cattaneo con La tua immagine, Ciako con Mi sono innamorato.

Nelle prime sei puntate eliminatorie soltanto i primi due classificati di ogni girone furono automaticamente ammessi agli ottavi di finale, fra i terzi passarono il turno i più votati mentre i quarti vennero eliminati. Le gare degli ottavi di finale erano ad eliminazione diretta e determinarono il passaggio alla fase successiva di otto concorrenti. Alle semifinali accedettero quattro cantanti, che si incontrarono in due semifinali. I due eliminati nelle semifinali gareggiarono poi nella finale per il terzo e quarto posto, mentre i due vincitori delle stesse si sfidarono per il primo e secondo posto.
Risultò vincitrice Rossana Casale, davanti a Rosanna Fratello, la coppia Pupo-Fiordaliso e Orietta Berti.
Questa fu l'ultima edizione del programma: tornata infatti dopo un anno nella prima serata del sabato, Premiatissima, nella guerra degli ascolti, soccombé contro il Fantastico 7 dei record condotto sempre da Pippo Baudo con Lorella Cuccarini, Alessandra Martines, Il Trio (Massimo Lopez, Anna Marchesini e Tullio Solenghi) e Nino Frassica (una media del 52% e 16 000 000 di ascoltatori a favore di Fantastico 7 e per Premiatissima solo il 16% con 4 000 000 di telespettatori). In primavera il passaggio dello stesso Baudo alla Fininvest per la conduzione del nuovo show dell'autunno, Festival, sancì definitivamente la chiusura del programma.

## Il Magic Studio
Dal punto di vista della tecnica audio visiva, il Magic Studio (Studio 1 a Milano Due - Segrate) è stato uno dei primi esempi più interessanti di effetti speciali analogici nella televisione.
Nei primi anni '80 la gestione Fininvest investì centinaia di milioni di lire dell'epoca per acquistare un nuovo tipo di apparato video chiamato "Squeeze-Zoom". Questo apparecchio poteva fondere assieme quattro sorgenti video, creando interessanti effetti speciali: era in grado di gestire il "picture in picture" cioè differenti riquadri video uno nell'altro oppure affiancarli, o ancora appiattirli o allungarli. La caratteristica interessante dello Squeeze-Zoom consisteva nella possibilità di simulare una "scenografia tridimensionale" modificando la geometria dei vari riquadri (uno per il pavimento, uno per il soffitto, due per le pareti et cetera) dando una prospettiva nuova all'immagine. Inoltre, con l'uso del Chroma Key e di cartelli opportunamente elaborati con materiali riflettenti e inquadrati dalle telecamere che montavano filtri polarizzati fatti ruotare da motori elettrici, si potevano realizzare scenografie virtuali con dettagli in movimento.
Questa macchina aveva anche la possibilità di modificare il segnale video con effetti speciali per le tecnologie dell'epoca; era in grado di creare un effetto mosaico, poteva creare uno o infiniti doppioni speculari del segnale video ed era in grado di generare uno psichedelico "effetto scia" (trail) mantenendo impressionati nello schermo i fotogrammi precedenti.
Al regista Valerio Lazarov spettava il compito di rendere il tutto ancora più surreale ed innovativo per l'epoca predisponendo di volta in volta prospettive diverse per ognuna delle varie telecamere che servivano alla realizzazione dei video clip.

## Edizioni
| Edizione | Titolo            | Messa in onda   | Messa in onda    | Rete     | Puntate | Conduzione        | Coconduzione   | Coconduzione          | Cast fisso       | Cast fisso       | Cast fisso    | Miss Fortuna       | Miss Fortuna         | Studio                                                        | Regia                            |
| Edizione | Titolo            | Inizio          | Fine             | Rete     | Puntate | Conduzione        | Coconduzione   | Coconduzione          | Cast fisso       | Cast fisso       | Cast fisso    | Miss Fortuna       | Miss Fortuna         | Studio                                                        | Regia                            |
| -------- | ----------------- | --------------- | ---------------- | -------- | ------- | ----------------- | -------------- | --------------------- | ---------------- | ---------------- | ------------- | ------------------ | -------------------- | ------------------------------------------------------------- | -------------------------------- |
| 1ª       | Premiatissima '82 | 29 ottobre 1982 | 31 dicembre 1982 | Canale 5 | 13      | Claudio Cecchetto | Amanda Lear    | Amanda Lear           | /                | /                | /             | Fabrizia Carminati | Fabrizia Carminati   | Studio 7 del Centro di produzione Mediaset di Cologno Monzese | Davide Rampello, Valerio Lazarov |
| 2ª       | Premiatissima '83 | 1 ottobre 1983  | 31 dicembre 1983 | Canale 5 | 14      | Johnny Dorelli    | Amanda Lear    | Amanda Lear           | Gigi Sabani      | Gigi e Andrea    | Cassini,      | Fabrizia Carminati | Fabrizia Carminati   |                                                               | Gino Landi                       |
| 3ª       | Premiatissima '84 | 6 ottobre 1984  | 26 gennaio 1985  | Canale 5 | 17      | Johnny Dorelli    | Ornella Muti   | Ornella Muti          | Gigi Sabani      | Gigi e Andrea    | Miguel Bosé   | Fabrizia Carminati | Fabrizia Carminati   |                                                               | Gino Landi                       |
| 4ª       | Premiatissima '85 | 4 ottobre 1985  | 10 gennaio 1986  | Canale 5 | 15      | Johnny Dorelli    | /              | /                     | Alfredo Papa     | La Tresca        | Nino Manfredi | Sabrina Salerno    | Sabrina Salerno      |                                                               | Gino Landi                       |
| 5ª       | Premiatissima '86 | 11 ottobre 1986 | 17 gennaio 1987  | Canale 5 | 15      | Johnny Dorelli    | Zeudi Araya    | Barbara Bouchet       | Enrico Montesano | Enrico Montesano | Lello Arena   | Paola Perego       | Alessandra Cavagnero | Studio 1 del Centro Palatino di Roma                          | Davide Rampello                  |
| 5ª       | Premiatissima '86 | 11 ottobre 1986 | 17 gennaio 1987  | Canale 5 | 15      | Johnny Dorelli    | Serena Grandi  | Verónica Castro       | Enrico Montesano | Enrico Montesano | Lello Arena   | Paola Perego       | Alessandra Cavagnero | Studio 1 del Centro Palatino di Roma                          | Davide Rampello                  |
| 5ª       | Premiatissima '86 | 11 ottobre 1986 | 17 gennaio 1987  | Canale 5 | 15      | Johnny Dorelli    | Sylvie Vartan  | Julia Migenes Johnson | Enrico Montesano | Enrico Montesano | Lello Arena   | Paola Perego       | Alessandra Cavagnero | Studio 1 del Centro Palatino di Roma                          | Davide Rampello                  |
| 5ª       | Premiatissima '86 | 11 ottobre 1986 | 17 gennaio 1987  | Canale 5 | 15      | Johnny Dorelli    | Ursula Andress | Emma Bonino           | Enrico Montesano | Enrico Montesano | Lello Arena   | Paola Perego       | Alessandra Cavagnero | Studio 1 del Centro Palatino di Roma                          | Davide Rampello                  |